# Nycteola pseudoilica
Nycteola pseudoilica är en fjärilsart som beskrevs av Szent-ivany 1943. Nycteola pseudoilica ingår i släktet Nycteola och familjen trågspinnare. Inga underarter finns listade i Catalogue of Life.